# Glanapteryx niobium
Glanapteryx niobium är en fiskart som beskrevs av De Pinna, 1998. Glanapteryx niobium ingår i släktet Glanapteryx och familjen Trichomycteridae. IUCN kategoriserar arten globalt som livskraftig. Inga underarter finns listade i Catalogue of Life.